# Pulsossimetria
La pulsossimetria è un metodo non invasivo per monitorare la saturazione di ossigeno di una persona (SO2) (si noti che qui SO2 non significa biossido di zolfo).
Sebbene la lettura della saturazione di ossigeno periferica (SpO2) non sia sempre identica alla lettura più desiderabile della saturazione di ossigeno arteriosa (SaO2) dall'analisi dei gas nel sangue arterioso, i due dati sono correlati abbastanza bene, per cui il metodo di pulsossimetria, sicuro, conveniente, non invasivo, economico, è effettivamente prezioso per misurare la saturazione di ossigeno nell'uso clinico.
Nella sua modalità di applicazione più comune (trasmissiva), il sensore è posizionato su una parte sottile del corpo del paziente, di solito una punta delle dita o di un lobo dell'orecchio, o nel caso del bambino, attraverso un piede. Il dispositivo invia luce per due lunghezze d'onda attraverso la parte del corpo verso un fotorilevatore. Esso Misura l'assorbanza che viene fatta variare su ciascuna delle lunghezze d'onda, permettendole di determinare le assorbanze dovute al solo sangue arterioso pulsante ed escludendo sangue venoso, pelle, ossa, muscoli, grasso e (nella maggior parte dei casi) smalto per unghie.
La pulsossimetria a riflessione è un'alternativa meno comune alla pulsossimetria trasmissiva. Questo metodo non richiede una sezione sottile del corpo della persona ed è quindi adatto per un'applicazione universale come piedi, fronte e petto, ma presenta anche alcune limitazioni. La vasodilatazione e il raggruppamento del sangue venoso nella testa a causa del ritorno venoso al cuore compromesso possono causare una combinazione di pulsazioni arteriose e venose nella regione della fronte e portare a risultati spuri di O2. Tali condizioni si verificano durante anestesia con intubazione endotracheale e ventilazione meccanica o in pazienti nella posizione di Trendelenburg.

## Storia

Pulsiossimetro da polso

Nel 1935, il medico tedesco Karl Matthes (1905–1962) sviluppò il primo misuratore di saturazione dell'O2 dell'orecchio a due lunghezze d'onda con filtri rossi e verdi (in seguito, filtri rossi e infrarossi). Il suo misuratore è stato il primo dispositivo per misurare la saturazione di O2.
L'ossimetro originale è stato realizzato da Glenn Allan Millikan negli anni quaranta. Nel 1949, Wood aggiunse una capsula a pressione per spremere il sangue dall'orecchio in modo da ottenere un valore assoluto di saturazione di O2 quando il sangue veniva riammesso. Il concetto è simile alla pulsossimetria convenzionale di oggi, ma era difficile da implementare a causa di fotocellule instabili e fonti di luce; oggi questo metodo non è usato clinicamente. Nel 1964 Shaw assemblò il primo ossimetro a lettura assoluta, che utilizzava otto lunghezze d'onda luminosa.
La pulsossimetria è stata sviluppata nel 1972 da Takuo Aoyagi e Michio Kishi, bioingegneri, a Nihon Kohden utilizzando il rapporto tra assorbimento della luce rossa e infrarossa dei componenti pulsanti nel sito di misurazione. Susumu Nakajima, un chirurgo, e i suoi collaboratori hanno prima testato il dispositivo nei pazienti, riportandolo nel 1975. È stato commercializzato da Biox nel 1980.
Nel 1987, lo standard di cura per la somministrazione di un anestetico generale negli Stati Uniti includeva la pulsossimetria. Dalla sala operatoria, l'uso della pulsossimetria si diffuse rapidamente in tutto l'ospedale, prima nelle sale di recupero e poi nelle unità di terapia intensiva. La pulsossimetria era di particolare valore nell'unità neonatale dove i pazienti non si sviluppano correttamene senza un'ossigenazione adeguata, tuttavia troppo ossigeno e fluttuazioni nella concentrazione di ossigeno possono portare alla compromissione della vista o cecità da retinopatia della prematurità (ROP). Inoltre, ottenere un gas nel sangue arterioso da un paziente neonatale è doloroso per il paziente e una delle principali cause di anemia neonatale. Gli artefatti da movimento possono essere una limitazione significativa al monitoraggio della pulsossimetria con conseguenti frequenti falsi allarmi e perdita di dati. Questo perché durante il movimento e la bassa perfusione periferica, molti pulsossimetri non sono in grado di distinguere tra sangue arterioso pulsante e sangue venoso in movimento, portando alla sottostima della saturazione di ossigeno. I primi studi sulle prestazioni della pulsossimetria durante il movimento del soggetto hanno chiarito le vulnerabilità delle tecnologie convenzionali di pulsossimetria rispetto agli artefatti da movimento.
Nel 1995, Masimo ha introdotto la tecnologia Signal Extraction Technology (SET) in grado di misurare con precisione durante il movimento del paziente e la bassa perfusione separando il segnale arterioso dai segnali venosi e altri. Da allora, i produttori di pulsossimetria hanno sviluppato nuovi algoritmi per ridurre alcuni falsi allarmi durante il movimento come prolungare i tempi medi o congelare i valori sullo schermo, ma non pretendono di misurare le condizioni mutevoli durante il movimento e la bassa perfusione. Quindi, ci sono ancora importanti differenze nelle prestazioni dei pulsossimetri in condizioni difficili. Sempre nel 1995, Masimo ha introdotto l'indice di perfusione, quantificando l'ampiezza della forma d'onda periferica del pletismografo. L'indice di perfusione ha dimostrato di aiutare i medici a prevedere la gravità della malattia e i primi esiti avversi respiratori nei neonati, predire un flusso di vena cava inferiore superiore in neonati con peso alla nascita molto basso, fornire un indicatore precoce di simpatectomia dopo l'anestesia epidurale, e migliorare il rilevamento di cardiopatia congenita critica nei neonati.
I lavori pubblicati hanno confrontato la tecnologia di estrazione del segnale con altre tecnologie di pulsossimetria e hanno dimostrato risultati costantemente favorevoli per la tecnologia di estrazione del segnale. È stato anche dimostrato che le prestazioni della pulsossimetria con tecnologia di estrazione del segnale si traducono nell'aiutare i medici a migliorare i risultati dei pazienti. In uno studio, la retinopatia della prematurità (danno oculare) è stata ridotta del 58% nei neonati con peso alla nascita molto basso in un centro usando la tecnologia di estrazione del segnale, mentre non vi è stata alcuna diminuzione della retinopatia della prematurità in un altro centro con gli stessi clinici che utilizzano lo stesso protocollo ma con tecnologia di estrazione senza segnale. Altri studi hanno dimostrato che la pulsossimetria con tecnologia di estrazione del segnale determina un minor numero di misurazioni dei gas nel sangue arterioso, un tempo di svezzamento dell'ossigeno più rapido, un minore utilizzo del sensore e una durata inferiore della permanenza. Il movimento di misura e la bassa perfusione ha anche permesso di essere utilizzato in aree precedentemente non monitorate come il pavimento generale, dove falsi allarmi hanno afflitto la pulsossimetria convenzionale. A dimostrazione di ciò, nel 2010 è stato pubblicato uno studio di riferimento che mostrava che i clinici che utilizzavano la pulsossimetria con tecnologia di estrazione del segnale sul piano generale erano in grado di ridurre le attivazioni del team di risposta rapida, i trasferimenti in terapia intensiva e i giorni in terapia intensiva.
Nel 2007, Masimo ha introdotto la prima misurazione dell'indice di variabilità del plet (PVI), che numerosi studi clinici hanno dimostrato fornisce un nuovo metodo per la valutazione automatica e non invasiva della capacità di un paziente di rispondere alla somministrazione di liquidi. Livelli di liquidi appropriati sono fondamentali per ridurre i rischi postoperatori e migliorare i risultati dei pazienti: volumi di liquidi troppo bassi (sottoidratazione) o troppo alti (iperidratazione) hanno dimostrato di ridurre la guarigione delle ferite e aumentare il rischio di infezione o complicanze cardiache. Di recente, il Servizio sanitario nazionale nel Regno Unito e la Società francese di anestesia e terapia intensiva hanno elencato il monitoraggio PVI come parte delle strategie suggerite per la gestione del fluido intraoperatorio.
Nel 2011, un gruppo di lavoro di esperti ha raccomandato lo screening neonatale con pulsossimetria per aumentare il rilevamento di cardiopatie congenite critiche (CCHD). Il gruppo di lavoro CCHD ha citato i risultati di due grandi studi prospettici su 59.876 soggetti che hanno utilizzato esclusivamente la tecnologia di estrazione del segnale per aumentare l'identificazione del CCHD con minimi falsi positivi. Il gruppo di lavoro CCHD ha raccomandato lo screening neonatale con pulsossimetria tollerante al movimento, che è stata validata anche in condizioni di bassa perfusione. Nel 2011, il segretario alla salute e ai servizi umani degli Stati Uniti ha aggiunto la pulsossimetria al pannello di screening uniforme raccomandato. Prima delle prove per lo screening utilizzando la tecnologia di estrazione del segnale, meno dell'1% dei neonati negli Stati Uniti erano sottoposti a screening. Oggi, la Newborn Foundation ha documentato una proiezione pressoché universale negli Stati Uniti e la proiezione internazionale si sta rapidamente espandendo. Nel 2014, un terzo ampio studio su 122, 738 neonati che utilizzavano esclusivamente la tecnologia di estrazione del segnale ha mostrato risultati simili e positivi come i primi due grandi studi.
La pulsossimetria ad alta risoluzione (HRPO) è stata sviluppata per lo screening e il test dell'apnea notturna a domicilio in pazienti per i quali non è pratico eseguire la polisonnografia. Memorizza e registra sia la frequenza cardiaca che la SpO2 a intervalli di 1 secondo ed è stato dimostrato in uno studio per aiutare a rilevare la respirazione disturbata dal sonno nei pazienti chirurgici.

## Funzionamento

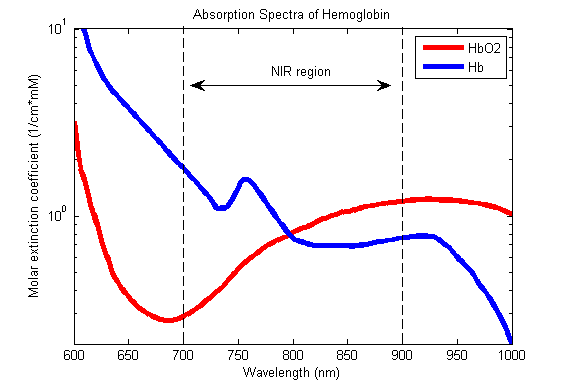
Spettri di assorbimento dell'emoglobina ossigenata (HbO2) e dell'emoglobina deossigenata (Hb) per lunghezze d'onda rosse e infrarosse

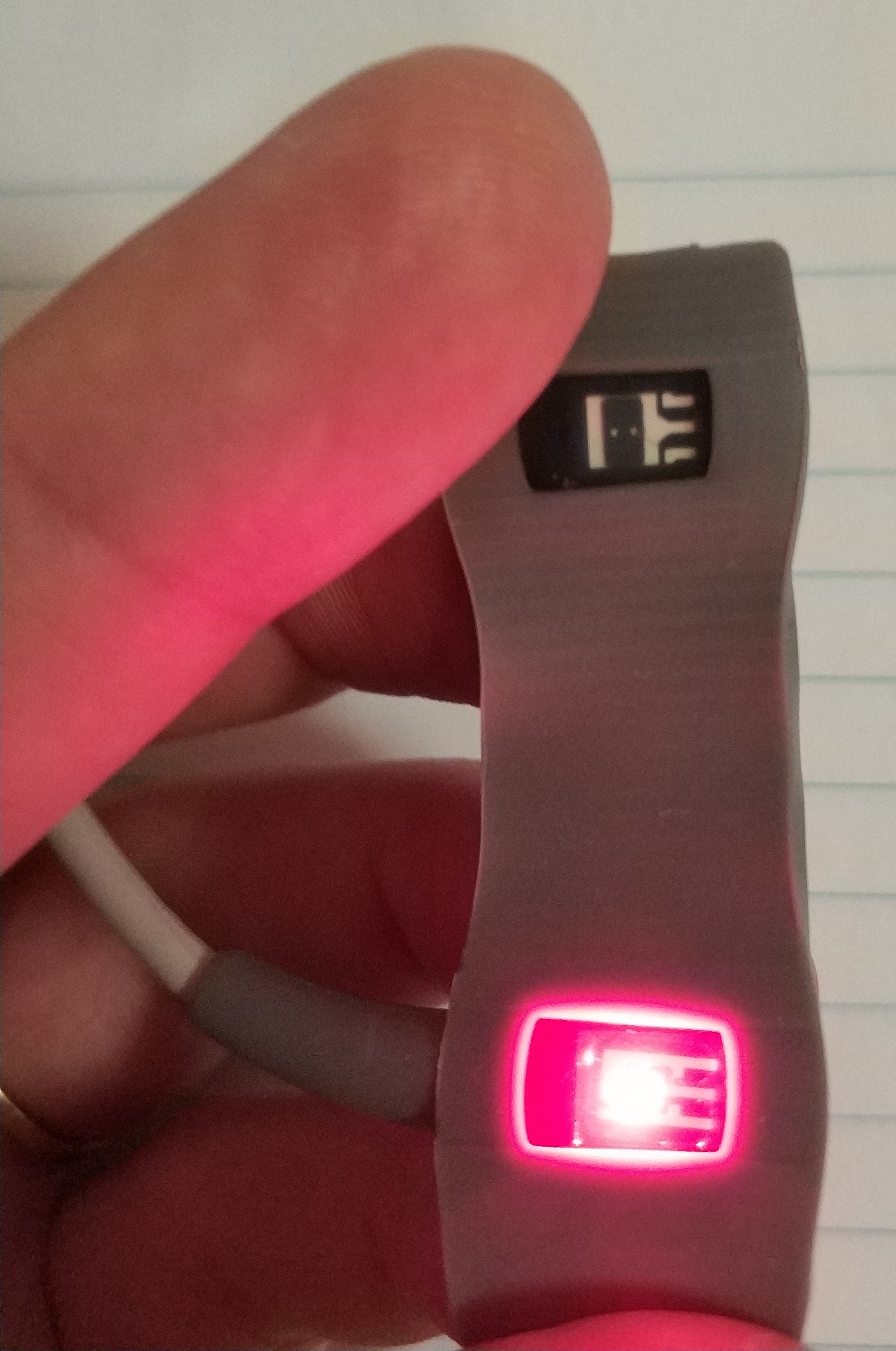
Il lato interno di un pulsossimetro

Un monitor di ossigeno nel sangue visualizza la percentuale di sangue che è caricato con ossigeno. Più specificamente, misura la percentuale di emoglobina, la proteina nel sangue che trasporta l'ossigeno, che viene caricata. Gli intervalli normali accettabili per i pazienti senza patologia polmonare vanno dal 95 al 99 percento. Per un paziente che respira aria a livello del mare o vicino al livello del mare, si può fare una stima della pO2 arteriosa dal monitor della saturazione dell'ossigeno periferico (SpO2).
Un tipico pulsossimetro utilizza un processore elettronico e una coppia di piccoli diodi a emissione di luce (LED) rivolti verso un fotodiodo attraverso una parte traslucida del corpo del paziente, di solito una punta delle dita o un lobo dell'orecchio. Un LED è rosso, con una lunghezza d'onda di 660 nm, e l'altro è a infrarossi con una lunghezza d'onda di 940 nm. L'assorbimento della luce a queste lunghezze d'onda differisce significativamente tra il sangue carico di ossigeno e il sangue privo di ossigeno. L'emoglobina ossigenata assorbe più luce infrarossa e consente il passaggio di più luce rossa. L'emoglobina deossigenata consente il passaggio di più luce a infrarossi e assorbe più luce rossa. I LED si alternano nel loro ciclo di uno acceso, poi l'altro, quindi entrambi spenti circa trenta volte al secondo, il che consente al fotodiodo di rispondere separatamente alla luce rossa e infrarossa e di adattarsi anche alla linea di base della luce ambientale.
Viene misurata la quantità di luce che viene trasmessa (in altre parole, che non viene assorbita) e vengono prodotti segnali normalizzati separati per ciascuna lunghezza d'onda. Questi segnali fluttuano nel tempo perché la quantità di sangue arterioso presente aumenta (letteralmente impulsi) ad ogni battito cardiaco. Sottraendo la luce minima trasmessa dalla luce trasmessa in ciascuna lunghezza d'onda, gli effetti di altri tessuti vengono corretti, generando un segnale continuo per il sangue arterioso pulsante. Il rapporto tra la misurazione della luce rossa e la misurazione della luce infrarossa viene quindi calcolato dal processore (che rappresenta il rapporto tra emoglobina ossigenata ed emoglobina deossigenata), e questo rapporto viene quindi convertito in SpO2 dal processore tramite una tabella di ricerca basato sulla legge Beer – Lambert. La separazione del segnale serve anche ad altri scopi: una forma d'onda pletismografica ("onda pletonica") che rappresenta il segnale pulsatile viene solitamente visualizzata per un'indicazione visiva degli impulsi, nonché la qualità del segnale, e un rapporto numerico tra l'assorbanza pulsatile e basale ("indice di perfusione") può essere utilizzato per valutare la perfusione.

## Indicazione

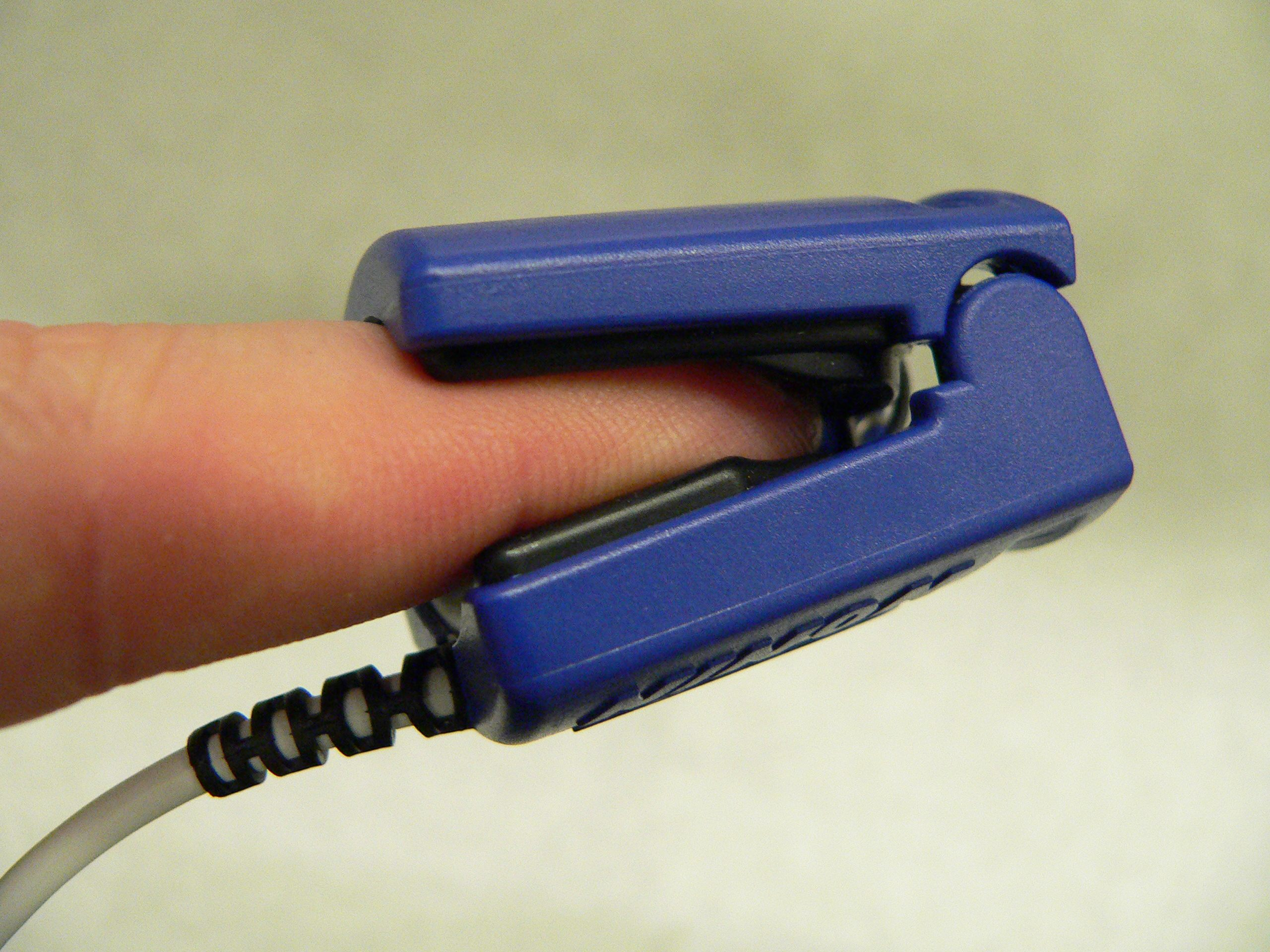
Una sonda per pulsossimetro applicata al dito di una persona

Un pulsossimetro è un dispositivo medico che controlla indirettamente la saturazione di ossigeno del sangue di un paziente (invece di misurare la saturazione di ossigeno direttamente attraverso un campione di sangue) e le variazioni del volume del sangue nella pelle, producendo un fotopletismogramma che può essere ulteriormente elaborato in altre misurazioni. Il pulsossimetro può essere incorporato in un monitor paziente multiparametrico. La maggior parte dei monitor visualizza anche la frequenza del polso. Sono disponibili anche pulsossimetri portatili a batteria per il trasporto o il monitoraggio domiciliare dell'ossigeno nel sangue.

### Vantaggi
La pulsossimetria è particolarmente conveniente per la misurazione continua non invasiva della saturazione di ossigeno nel sangue. Al contrario, i livelli di gas nel sangue devono essere altrimenti determinati in laboratorio su un campione di sangue prelevato. La pulsossimetria è utile in qualsiasi ambiente in cui l'ossigenazione di un paziente è instabile, comprese le impostazioni di terapia intensiva, di funzionamento, di recupero, di emergenza e di reparto ospedaliero, i piloti in velivoli non pressurizzati, per la valutazione dell'ossigenazione di qualsiasi paziente e per determinare l'efficacia o la necessità di ossigeno supplementare. Sebbene un pulsossimetro sia utilizzato per monitorare l'ossigenazione, non è in grado di determinare il metabolismo dell'ossigeno o la quantità di ossigeno utilizzata da un paziente. A tal fine, è necessario misurare anche i livelli di biossido di carbonio (CO2). È possibile che possa essere utilizzato anche per rilevare anomalie nella ventilazione. Tuttavia, l'uso di un pulsossimetro per rilevare l'ipoventilazione è compromesso dall'uso di ossigeno supplementare, poiché è solo quando i pazienti respirano aria ambiente che le anomalie nella funzione respiratoria possono essere rilevate in modo affidabile con il suo uso. Pertanto, la somministrazione routinaria di ossigeno supplementare può essere ingiustificata se il paziente è in grado di mantenere un'adeguata ossigenazione nell'aria ambiente, poiché può causare l'ipoventilazione che non viene rilevata.
A causa della loro semplicità d'uso e della capacità di fornire valori di saturazione di ossigeno continui e immediati, i pulsossimetri sono di fondamentale importanza nella medicina di emergenza e sono anche molto utili per i pazienti con problemi respiratori o cardiaci, in particolare la BPCO, o per la diagnosi di alcuni disturbi del sonno come apnea e ipopnea. I pulsossimetri portatili a batteria sono utili per i piloti che operano su un aereo non pressurizzato sopra i 10,000 piedi (3,048 m) o 12,500 piedi (3,810 m) negli Stati Uniti dove è richiesto ossigeno supplementare. I pulsossimetri portatili sono utili anche per alpinisti e atleti i cui livelli di ossigeno possono diminuire ad alta quota o con l'esercizio fisico. Alcuni pulsossimetri portatili utilizzano un software che traccia il grafico dell'ossigeno e del polso del paziente, servendo da promemoria per controllare i livelli di ossigeno nel sangue.

### Limitazioni
La pulsossimetria misura esclusivamente la saturazione dell'emoglobina, non la ventilazione e non è una misura completa della sufficienza respiratoria. Non sostituisce i gas ematici controllati in laboratorio, poiché non fornisce alcuna indicazione di deficit di base, livelli di anidride carbonica, pH del sangue o concentrazione di bicarbonato (HCO3-). Il metabolismo dell'ossigeno può essere facilmente misurato monitorando la CO2 scaduta, ma i dati sulla saturazione non forniscono informazioni sul contenuto di ossigeno nel sangue. La maggior parte dell'ossigeno nel sangue è trasportata dall'emoglobina; nell'anemia grave, il sangue contiene meno emoglobina, che nonostante sia satura non può trasportare altrettanto ossigeno.
Letture erroneamente basse possono essere causate dall''ipoperfusione dell'estremità utilizzata per il monitoraggio (spesso a causa del freddo di un arto o da vasocostrizione secondaria all'uso di agenti vasopressori); errata applicazione del sensore; pelle molto callosa; o movimento (come brividi), specialmente durante l'ipoperfusione. Per garantire la precisione, il sensore deve restituire un impulso costante e / o una forma d'onda di impulso. Le tecnologie di pulsossimetria differiscono nelle loro capacità per fornire dati precisi durante le condizioni di movimento e bassa perfusione.
Anche la pulsossimetria non è una misura completa della sufficienza di ossigeno circolatorio. In caso di flusso sanguigno insufficiente o emoglobina insufficiente nel sangue (anemia), i tessuti possono soffrire di ipossia nonostante un'elevata saturazione arteriosa di ossigeno.
Poiché la pulsossimetria misura solo la percentuale di emoglobina legata, si verificherà una lettura falsamente alta o falsamente bassa quando l'emoglobina si lega a qualcosa di diverso dall'ossigeno:
- L'emoglobina ha un'affinità maggiore con il monossido di carbonio rispetto all'ossigeno e può verificarsi una lettura elevata nonostante il fatto che il paziente sia effettivamente ipossiemico. In caso di avvelenamento da monossido di carbonio, questa inesattezza può ritardare il riconoscimento dell'ipossia (basso livello di ossigeno cellulare).
- L'avvelenamento da cianuro dà un'alta lettura perché riduce l'estrazione di ossigeno dal sangue arterioso. In questo caso, la lettura non è falsa, poiché l'ossigeno nel sangue arterioso è effettivamente elevato nell'intossicazione precoce da cianuro.
- La metaemoglobinemia provoca tipicamente letture di pulsossimetria tra ottanta e novanta.
- La BPCO [specialmente la bronchite cronica] può causare false letture.[44]

Un metodo non invasivo che consente la misurazione continua delle disemoglobine è il pulsossimetro CO, che è stato costruito nel 2005 da Masimo. Utilizzando lunghezze d'onda aggiuntive, fornisce ai medici un modo per misurare le disemoglobine, la carbossiemoglobina e la metaemoglobina insieme all'emoglobina totale.

### Diffusione
Secondo un rapporto di iData Research, il mercato statunitense del monitoraggio della pulsossimetria per apparecchiature e sensori è stato di oltre 700 million USD nel 2011.
Nel 2008, oltre la metà dei principali produttori di apparecchiature mediche esportatrici a livello internazionale in Cina erano produttori di pulsossimetri.

## Misure derivate
A causa dei cambiamenti nei volumi di sangue nella pelle, si può vedere una variazione pletismografica nel segnale luminoso ricevuto (trasmittanza) dal sensore su un ossimetro. La variazione può essere descritta come una funzione periodica, che a sua volta può essere suddivisa in un componente CC (il valore di picco) e un componente CA (picco meno valle). Il rapporto tra il componente AC e il componente DC, espresso in percentuale, è noto come indice di perfusione (Pi) periferico per un impulso e in genere ha un intervallo dallo 0,02% al 20%.
Una misurazione precedente chiamata pletismografo a pulsossimetria (POP) misura solo il componente "AC" e viene derivata manualmente dai pixel del monitor.
L'indice di variabilità di Pleth (PVI) è una misura della variabilità dell'indice di perfusione, che si verifica durante i cicli respiratori. Matematicamente viene calcolato come (Pimax - Pimin) / Pimax × 100%, dove i valori Pi massimi e minimi provengono da uno o più cicli respiratori. È stato dimostrato che è un indicatore utile e non invasivo della reattività fluida continua per i pazienti sottoposti a gestione dei fluidi.
L'ampiezza pletismografica della forma d'onda della pulsossimetria (ΔPOP) è un'analoga tecnica precedente da utilizzare sul POP di derivazione manuale, calcolata come (POPmax - POPmin) / (POPmax + POPmin ) × 2 .